# سمرتايم سادنس (أغنية لانا دل راي)
تعديل مصدري - تعديل  
سمرتايم سادنس (بالإنجليزية: Summertime Sadness) (بالعربية: حزنٌ صيفي) هي أغنية للمغنية وكاتبة الأغاني الأمريكية لانا دل راي مِن ألبومها Born To Die وهي مِن كتابتها وكِتابة وإنتاج ريك نولز إلى جانب إيميل هايني، وأطلقتها شركة إنترسكوب ريكوردز في 22 يونيو 2012 كرابع أغنية منفردة مِن الألبوم، ووصلتْ الأغنية عند إطلاقها للمراكز العشر الأولى في قوائم مبيعات عدة دول منها النمسا وبلغاريا وألمانيا واليونان ولوكسمبورغ وسويسرا. أُعيد إصدار أغنية "Summertime Sadness" بنسخة معدّلة (ريميكس) في 11 يوليو 2013 فاحتلتْ المركز السادس في قائمة بيلبورد هوت 100 وأصبحتْ بذلك الأعلى أداءً بين جميع أغاني الألبوم في قوائم المبيعات كما ترشحتْ هذه النسخة المعدّلة لجائزة غرامي عام 2014. الفيديو كليب المُصاحب للأغنية مِن إخراج كيل نيومان وقد لاقى نجاحاً على يوتيوب وجرى تداوله في مواقع التواصل الاجتماعي فيسبوك وتويتر كما نال الفيديو استحسان النقاد.

## تركيبة الأغنية
الأغنية مِن كتابة لانا دل راي وريك نولز وإنتاج إيميل هايني اللذان سبق وتعاونتْ معهما المغنية في أعمال سابقة وتُصنف الأغنية موسيقياً ضمن التريب هوب، وتتحدث كلمات الأغنية عن صديقتين مثليتان جنسياً تستحضران الذكريات الإيجابية قبل أن تُقِدما على الانتحار، وقارن نايت جونز الكاتب في موقع بوب دست كلمات الأغنية بأغنية «دانسينغ إن ذا دارك» لبروس سبرينغستين، ووصف الكاتب الكلمات بأنها «قاتمة» و«كئيبة». جرى إصدار العديد من النسخ المعدلة للأغنية (ريمكس) كان إحداها مِن إنتاج ريان هيمسورث وأخرى مِن إنتاج آدم فريلاند وقد أثنى النقاد على كلٍ منهما.

## آراء النقاد
وصف أندرو هامب الكاتب في مجلة بيلبورد الأغنية بأنها ‘‘واحدة مِن أفضل الأغاني في الألبوم’’، كما صنفتْ صحيفة لوس أنجلوس تايمز الأغنية كواحدة من أفضل الأغاني في الألبوم أيضاً إلى جانب أغنية «Video Games» وأغنية "Dark Paradise"، وقالت آيمي سكياريتو الكاتبة في موقع بوب كراش أن الأغنية تُثبتْ أن لانا دل راي ‘‘في قمتها’’.

## الفيديو كليب
جرى تصوير فيديو كليب الأغنية في أبريل 2012 في سانتا كلاريتا في كاليفورنيا، وتم إطلاقه في 20 يوليو 2012، وهو مِن إخراج كايل نيومان وسبنسر سوسر، وتُشارك لانا دل راي في التمثيل زوجة كايل نيومان جايمي كينغ في الفيديو الذي يروي قصة حبٍ حزينة بين فتاتين تقومان بالانتحار، وعلقتْ جايمي كينغ على الفيديو قائلة: ‘‘إنه يتمحور حول عدم القدرة على العيش من دون الإنسان الذي تُحبه، لا يهم ما إن كان صديقاً أو عشيقاً، فأنت تختار طبيعة العلاقة’’. لاقى الفيديو نجاحاً على يوتيوب وازدادتْ المشاهدات الأسبوعية للفيديوهات التي على حساب المغنية في يوتيوب بنسبة 32%  كما كسبتْ لانا دل راي 69,000 مُتابع على فيسبوك وتويتر بعد إطلاق الفيديو الذي حصد بحلول سبتمبر 2015 أكثر مِن 233 مليون مشاهدة على يوتيوب. نال الفيديو استحسان النقاد فأثنتْ عليه كريستال بيل الكاتبة في صحيفة هفنغتون بوست وقامتْ بمقارنته بفيديوهات لانا دل راي السابقة،  وقالتْ كاري باتان الكاتبة في مجلة بتشفورك ميديا الإلكترونية أن الفيديو يحمل بصمات لانا دل راي ووصفتْ مشاركة جايمي كينغ بـ‘‘المميزة’’، ووصفتْ جينا هالي روبنستين مِن إم تي في الفيديو بـ‘‘المحزن’’ لكنها قالتْ ‘‘ما الذي يُمكن أن نتوقعه مِن لانا دل راي غير ذلك؟’’، وأثنى برينان كارلي الكاتب في مجلة بيلبورد على الفيديو ووصفه بـ‘‘السينمائي’’، وقارن مارك هوغان الكاتب في مجلة سبين الإلكترونية الفيديو بفيديو أغنية «Video Games» لكنه قال أن فيديو أغنية "Summertime Sadness" هو «أكثر إثارة»، ووصف موقع سبينر الفيديو بـ‘‘الغريب’’ لكنه قال أنه ‘‘مُصوّر بشكلٍ جميل’’، ومِن جهةٍ أخرى، وصف تايلر مونرو الكاتب في موقع AUX الفيديو بأنه ‘‘تفاهة لا يُمكن تمييزها’’ وأضاف ‘‘أنا لا أعتقد أن لانا دل راي تبذل أي مجهود’’.

## الأداء الحيّ
أدتْ لانا دل راي الأغنية في إريفنغ بلازا في مدينة نيويورك عام 2012 إلى جانبٍ أغانٍ أخرى مِن الألبوم نفسه، كما أدتْ الأغنية خلال جولتها الموسيقية التي أعقبتْ إطلاق الألبوم.

## روابط خارجية
- سمرتايم سادنس على موقع أول موفي (الإنجليزية)